# Sain-Bel
Sain-Bel är en kommun i departementet Rhône i regionen Auvergne-Rhône-Alpes i östra Frankrike. Kommunen ligger i kantonen L'Arbresle som tillhör arrondissementet Lyon. År 2022 hade Sain-Bel 2 568 invånare.

## Befolkningsutveckling
Antalet invånare i kommunen Sain-Bel
| Referens: INSEE |